# Lista över pokertermer
Den här artikeln är en lista över pokertermer.

## Numerisk
- 5 card draw - se mörkpoker.
- 5 card stud - se femstöt.
- 7 card stud - se sjukorts stötpoker.

## A
- Ace-to-five, Ace-to-six - Olika sätt att värdera en hand på, se lowball.
- Add-on - Att köpa fler marker utan att ha förlorat sitt ursprungliga inköp av marker. I turneringsspel tillåts deltagarna ibland göra en add-on, som oftast ger fler marker än det ursprungliga inköpet. Som regel får man endast göra en add-on. Jämför med rebuy.
- All-in - En spelare som lägger in/har alla sina pokermarker i potten går/är all-in. Det kan ske när spelaren inte har tillräckligt med pengar eller spelmarker kvar för att kunna syna motspelarna, eller när den har gott om pengar eller marker kvar för att på så sätt skrämma bort motspelarna, då det krävs att de satsar lika mycket för att syna.

## B
- bad beat - att förlora med en exceptionellt bra hand mot en statistiskt sämre hand samtidigt mycket pengar satsats i potten, begreppet används dock i många sammanhang
- Bankroll - de pengar en spelare avsatt för att spela poker
- bet - frivillig satsning (ej mörkar, etc.), som svensk term uttalas den både på engelskt sätt med kort "e" och på svenskt sätt med långt "e"
- big blind, BB - stor mörk. Den större (då storleken skiljer sig) av de båda påtvingade insatserna i bland annat hold'em; den stora mörken är oftast dubbelt så stor som den lilla mörken, men är ibland lika stor och ibland bara en tredjedel till storleken; den stora mörken är i allmänhet lika stor som en small bet; refererar även till positionen två steg till vänster om knappen
- bluff - det att satsa med en dålig hand i hopp om att motståndaren ska lägga sin hand
- broadway - stege som bara består av korten A, K, Q, J och T
- burn - på svenska bränna; att ta bort ett kort inför varje utdelning av kort för att undvika fusk
- button - på svenska knappen; positionen för den spelare som skulle ha delat ut korten om en dealer inte fanns. Spelaren på button har även fördelen av att agera sist och kan då dra slutsatser genom att se hur de andra spelarna agerar.

## C
- Call - se syna. Satsa lika mycket som de spelare som satsat mest.
- check - checka, passa. Att inte satsa då nuvarande möjlighet ges och man inte behöver syna en tidigare satsning.
- check-raise - En höjning av en spelare som tidigare passat. Uppfattas ofta som ett väldigt starkt spel.

## D
- Dead card - i stud ett kort som är, eller har varit, synligt i en motståndares hand och därmed inte kan användas för att förbättra ens egen hand.[källa behövs]
- Dealer - den som "sitter på knappen" och agerar sist i satsningsrundorna efter floppen.
- Dra dött - dra till en hand som redan är slagen eftersom en motspelare har en bättre hand.
- Draw hand - från början underlägsen hand som behöver kompletteras för att bli en vinnande pokerhand.

## F
- Fish - fisk. En dålig spelare.
- Fill up - att förbättra sin hand från två par eller triss till en kåk (full house).
- Floppen - de tre första gemensamma korten som kommer upp på bordet.
- Fold - lägga sig. Att ge upp sin chans att kunna vinna potten men inte heller behöva lägga in mer pengar.
- Full - uttryck som "aces full" eller "kings full" innebär att man har en kåk med triss i äss respektive triss i kungar. Vilket par man har är ofta irrelevant.

## G
- Gutshot - kortet som fyller en inside straight.

## H
- Heads-up, HU - syftar på när endast två spelare möts. Detta kan ske då övriga spelare har blivit utslagna, eller då två spelare möts av andra orsaker. I heads-up turas spelarna om att lägga stora respektive lilla mörken.
- High-low split - variant på olika spel där den högsta handen delar potten med den lägsta.
- Hold 'em. Ett pokerspel; se Texas hold 'em. Kan också (sällan) syfta på Omaha hold 'em.
- Hole card - de två kort som varje spelare tilldelas, starthanden.
- HORSE - Hold 'em, Omaha, Razz, Stud, Stud8. Ett mixed game, man byter spel till exempel vid varje varv. Se också HORSE.
- Hålstegedrag - se gutshot.
- Höja - se raise.

## I
- In The Money, ITM - att placera sig tillräckligt högt i en turnering för att få prispengar (In The Money).

## K
- Kicker - sidokort (då två spelare har samma par vinner den med högst sidokort.)
- Knappen - se button.

## L
- Late position - spelaren på knappen och spelaren till höger om denne.
- Limit - bestämda insatser.
- Limp (in)- halta/stappla (in). Att "bara" syna de påtvingade insatserna istället för att höja.
- Live one - en dålig spelare med mycket pengar.
- Loose - spela många händer.
- Lowball - variant på olika spel där lägsta handen vinner.
- Lägga sig - se fold.

## M
- Maniac - En spelare som spelar väldigt många händer väldigt aggressivt
- Mellanposition, middle position. Spelarna till höger om spelarna i sen position.
- Monsterhand - en mycket bra, näst intill oslagbar pokerhand.
- Muck - (1) sakhög, (2) lägga sig, (3) lägga korten efter någon annan visat bättre kort.
- Mörk - Mörkinsats, svenska för Blind

## N
- No limit, NL - ingen övre gräns på insatserna.
- Nuts - Den bästa möjliga handen på bordet.

## O
- Omaha - se Omaha hold'em.
- Open ended straight draw, OESD - ett stegdrag där två kort kan användas till att ge en stege. Till exempel 4567.
- Overcard - se överkort.

## P
- Passiv - en spelare som synar oftare än den höjer eller betar
- Pot limit, PL - pott limit. Höjningar upp till pottens storlek är tillåtna.
- Push - när handen är färdigspelad skjuter given markerna till vinnaren.
- Position - din placering i turordningen att tala runt bordet.

## R
- Raise - Att höja en satsning (bet)
- Rake - avgift till kasinot som tas från potten. Läs vidare rake.
- Rakeback - i onlinepoker kan man ha avtal som ger viss del av raken tillbaka. Läs vidare rakeback.
- Razz - 7 card stud lowball. Se vidare razz.
- Redraw - att förbättra sin hand till bättre än den motståndaren precis har förbättrat sig till. Till exempel har en spelare med en triss en redraw till en kåk mot en spelare med färgdrag.
- River - femte gemensamma kortet på bordet. Även kallad "fifth street" eller "femte gatan".
- Rolled up - i sjustöt, att börja med en triss, det bästa tänkbara.
- Rundcheckning - alla spelare runt bordet checkar i en satsningsrunda.
- Runner-runner - två "bra" kort i rad krävs för att vinna.

## S
- Semi-bluff - semibluff, halvbluff. Att satsa med en hand som inte är bäst och hoppas att motstådaren lägger sig. Gör motståndaren inte det har man en bra chans att kunna få den bästa handen ändå.
- Set - i Texas hold 'em triss med ett par på hand.
- Shorthanded - poker med ett lågt antal spelare vid bordet, oftast fem eller sex stycken.
- Showdown - när kvarvarande spelare visar upp sina händer för att se vem som vinner potten.
- Sidopott - när en spelare är all-in bildas en sidopott för kvarvarande spelare.
- Sjustöt - se 7 card stud eller sjustöt.
- Skrämselkort - se scare card. Kort på bordet som ser ut som att hjälpa motspelare.
- Small blind, SB - liten mörk. Den mindre av de båda påtvingade insatserna.
- Stud - olika pokervarianter. Se stud.

## T
- Tala - under satsningsrundan säga/visa hur du agerar.
- Tell - tecken, till exempel att någon direkt efter att ha tagit upp korten famlar efter markerstapeln, som ger motspelare en indikation på styrkan av handen eller om denne bluffar eller inte. Förekommer mest i livespel och inte i onlinepoker.
- Texas hold 'em - ett pokerspel. Se Texas hold 'em.
- Three bet - höjning efter att två spelare innan har höjt/synat.
- Tidig position - de spelare som agerar först på en satsningsrunda.
- Tight - en spelare som bara spelar starka händer och färre händer än normalt.
- Tilt - att vara arg och därför spela dåligt.
- Turn - det fjärde gemensamma kortet. Även kallad "fourth street" eller "fjärde gatan".

## U
- Under The Gun, UTG - Spelaren till vänster om Big Blind. Det vill säga spelaren som måste agera först innan floppen.
- Up - uttryck som "aces up" eller "kings up", innebär ett tvåpar med äss respektive kungar i topp. Det lägre paret är ofta irrelevant.

## W
- Wheel - den lägsta stegen; A2345.